# Le Cadeau (film, 1982)
Pour les articles homonymes, voir Le Cadeau.
Le Cadeau est un film français réalisé par Michel Lang en 1981 et sorti le 24 mars 1982.

## Synopsis
Grégoire Dufour, banquier, marié à la jolie Antonella et père de deux enfants, part en retraite. Pour son départ, ses collègues décident de lui offrir un cadeau : une call-girl, prénommée Barbara. Dans le train en partance pour l'Italie, il fait la connaissance de Barbara et finissent tous les deux à Venise... 

## Fiche technique
Source IMDb
- Réalisation : Michel Lang
- Scénario : Michel Lang
- Dialogues : Michel Lang
- Producteurs : Gilbert de Goldschmidt, Lise Fayolle
- Producteur exécutif : Michel Zemer
- Musique : Michel Legrand
- Photographie : Daniel Gaudry
- Chef monteur : Hélène Plemiannikov
- Décors : Amedeo Fago / Jean-Claude Gallouin
- Costumes : Tanine Autré - Clio Goldsmith est habillée par Renata
- Maquillage : Monique Archambault, Pierre Vadé
- Son : Bernard Aubouy, Claude Villand, Daniel Couteau, Sophie Chiabaut
- Cascades : Daniel Vérité
- Chorégraphie : Christiane Casanova
- Chef électricien : Michel Gonckel
- Genre : Comédie
- Année : 1982
- Durée : 103 minutes
- Date de sortie : 
  - France : 24 mars 1982
- Affiche : Jouineau Bourduge (France)

## Distribution
Source IMDb
- Pierre Mondy : Grégoire Dufour
- Claudia Cardinale : Antonella Dufour
- Clio Goldsmith : Josyane / Barbara
- Jacques François : Jacques Loriol
- Cécile Magnet : Charlotte Legueden
- Rémi Laurent : Laurent Dufour
- Henri Guybet : André
- Renzo Montagnani : L'émir Fayçal de Krator
- Yolande Gilot : Jennifer
- Christophe Bourseiller : Jean-Philippe
- Laurence Badie : Marie-Laure, la secrétaire
- Paul Mercey : Gastounet, l'ami du train
- Robert Le Béal : Pierrot
- André Chaumeau : Pinchon, un employé de la banque
- Leila Fréchet : Sandrine
- Duilio Del Prete : Umberto
- Jean Luisi : Un contrôleur SNCF
- Sébastien Floche : Le nouvel employé de banque
- Catherine Belkhodja : femme du harem
- Jacqueline Dufranne
- François Jousseaume
- Caroline Jacquin
- Samia Ammar
- Louise Rioton
- Renzo Marignano
- Armando Zambelli
- Francis André-Loux
- Renato Bassonbondini
- Camille Broussay
- Jacques Bouanich
- Jerry Di Giacomo
- André Faure-Mayol
- Yves-Marc Gilbert
- Gisèle Grimm
- Evelyne Meimoun : 1re femme du harem
- Lise Guirot
- Nadia Sadi
- Nello Pazzafini
- Nadia Verly

## Autour du film
- Le producteur, Gilbert de Goldschmidt, est le cousin de l'actrice Clio Goldsmith, qui incarne Barbara, la call-girl.